# Fiorenzo D'Ainzara
Fiorenzo D'Ainzara (Vasto, 23 gennaio 1973) è un ex calciatore italiano, di ruolo attaccante.

## Carriera
Conta 28 presenze e 3 reti in Serie A con la maglia dell'Ascoli. Nella massima serie l'allenatore Aldo Agroppi lo fa esordire a 17 anni nella partita Ascoli-Lecce del 22 aprile 1990.